# Páld
Páld (szlovákul Pavlice) község Szlovákiában, a Nagyszombati kerületben, a Nagyszombati járásban.

## Fekvése
Nagyszombattól 14 km-re délre található.

## Története
1266-ban említik először.
Vályi András szerint „PÁLD. Magyar falu Hont Vármegyében, földes Ura a’ Religyiói Kintstár, az előtt a’ Nagyszombati Szent Klára Szűzeinek birtokok vala, lakosai katolikusok, fekszik Vödrödhöz közel, mellynek filiája, határjában vagyon jó szőlő hegye, legelője elég, fája tüzre van, de épűletre nints, második osztálybéli.”
Fényes Elek szerint „Páld, tót falu, Poson vgyében, a Gidra patakjánál, Puszta-Födémeshez 1/2 óra. Táplál 421 kath. lakost. Határa bő, termékeny; rétje kétszer kaszálható; legelője elég; az uraság juhnyája szép. Ut. p. Cseklész.”
A trianoni békeszerződésig Pozsony vármegye Nagyszombati járásához tartozott.

## Népessége
| Év:            | 1994. | 2004.   | 2014.    | 2024.   |
| -------------- | ----- | ------- | -------- | ------- |
| Emberek száma: | 510   | 484     | 533      | 535     |
| Eltérés:       |       | -5,09 % | +10,12 % | +0,37 % |

| Év:            | 2023. | 2024.   |
| -------------- | ----- | ------- |
| Emberek száma: | 532   | 535     |
| Eltérés:       |       | +0,56 % |

1910-ben 568, túlnyomórészt szlovák lakosa volt.
2001-ben 485 lakosából 479 szlovák volt.
2011-ben 519 lakosából 503 szlovák.

## Nevezetességei
Szent Miklós tiszteletére szentelt római katolikus temploma 1692-ben épült.

## Külső hivatkozások
- Hivatalos oldal
- Községinfó
- Páld Szlovákia térképén
- E-obce.sk Archiválva 2007. december 5-i dátummal a Wayback Machine-ben